# Anna Kramer

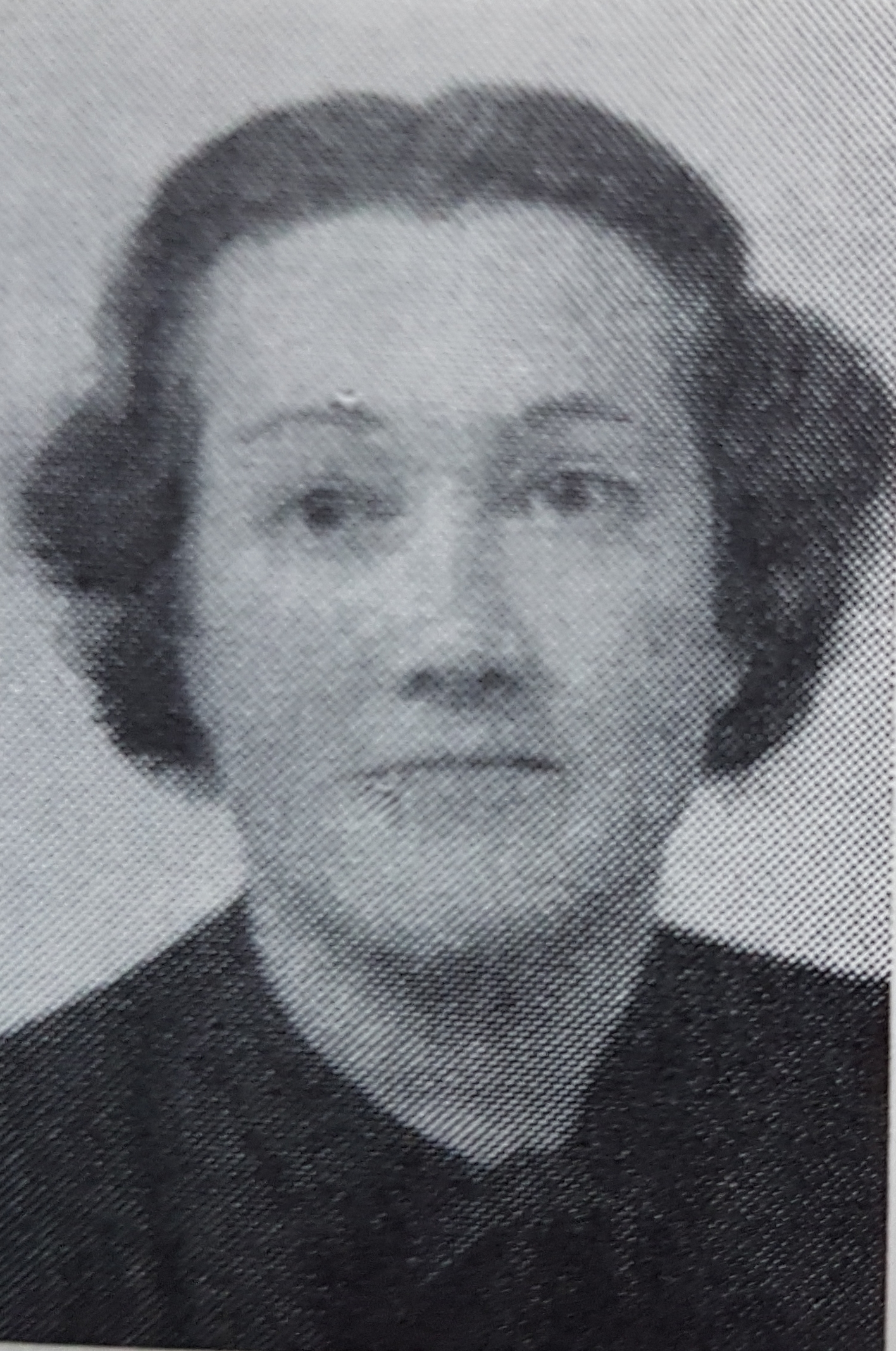
Anna Kramer.

Anna Kramer, född 19 november 1896 i Östmarks församling, död 25 januari 1987 i Karlstad, var en svensk målare.
Hon var dotter till nämndemannen Mathias Kramer och Lydia Andersson. Anna Kramer studerade vid Tekniska skolan i Stockholm 1919–1924 och vid Grünewalds målarskola 1944, dessutom genomförde hon ett flertal studieresor till Norge, Danmark och Sydfrankrike. Hon ställde ut tillsammans med Värmlands konstförening och Norra Värmlands konstförening. Tillsammans med Kjerstin Göransson-Ljungman och Maggie Wibom ställde hon ut på Värmlands museum 1942. Hennes konst består av landskapsskildringar i en dekorativ hållning. Under åren 1924–1935 var hon även verksam som textilkonstnär. Anna Kramer är begravd på Östmarks kyrkogård.

### Uppslagsverk
- Svenskt konstnärslexikon del III, sid. 402. Allhems förlag, Malmö. Libris 8390293.